# Discula tetrica
Discula tetrica is een slakkensoort uit de familie van de Hygromiidae. De wetenschappelijke naam van de soort is voor het eerst geldig gepubliceerd in 1862 door R.T. Lowe.